# Soupisky hokejových reprezentací na MS 2001
Soupisky hokejových reprezentací na MS 2001 uvádějí seznamy hráčů nejúspěšnějších reprezentačních hokejových mužstev, která se zúčastnila Mistrovství světa v ledním hokeji 2001. 

## Medailisté

### Soupiska českého týmu
- Trenéři Josef Augusta, Vladimír Martinec

| Brankáři | Milan Hnilička    | Atlanta Thrashers       |
|          | Dušan Salfický    | HC Keramika Plzeň       |
|          | Vladimír Hudáček  | HC Continental Zlín     |
| Obránci  | Jaroslav Špaček   | Chicago Blackhawks      |
|          | Pavel Kubina      | Tampa Bay Lightning     |
|          | Karel Pilař       | HC Chemopetrol Litvínov |
|          | Radek Martínek    | HC České Budějovice     |
|          | Filip Kuba        | Minnesota Wild          |
|          | František Kaberle | Atlanta Thrashers       |
|          | Martin Richter    | SaiPa                   |
| Útočníci | Radek Dvořák      | New York Rangers        |
|          | Robert Reichel –  | HC Chemopetrol Litvínov |
|          | Martin Ručinský   | Montreal Canadiens      |
|          | David Výborný     | Columbus Blue Jackets   |
|          | Jiří Dopita       | HC Slovnaft Vsetín      |
|          | Jaroslav Hlinka   | HC Sparta Praha         |
|          | David Moravec     | HC Vítkovice            |
|          | Pavel Patera      | Minnesota Wild          |
|          | Martin Procházka  | HC Vítkovice            |
|          | Viktor Ujčík      | HC Slavia Praha         |
|          | Petr Čajánek      | HC Continental Zlín     |
|          | Tomáš Vlasák      | HPK Hämeenlinna         |
|          | Jan Tomajko       | HC Slovnaft Vsetín      |

### Soupiska finského týmu
- Trenéři Hannu Aravirta, Jari Kaarela

| Brankáři | Pasi Nurminen      | Jokerit               |
|          | Miikka Kiprusoff   | San Jose Sharks       |
|          | Jarmo Myllys       | Luleå HF              |
| Obránci  | Marko Kiprusoff    | EHC Kloten            |
|          | Petteri Nummelin – | Columbus Blue Jackets |
|          | Kimmo Timonen      | Nashville Predators   |
|          | Sami Salo          | Ottawa Senators       |
|          | Ossi Vaananen      | Phoenix Coyotes       |
|          | Aki Berg           | Toronto Maple Leafs   |
|          | Antti-Jussi Niemi  | Anaheim Mighty Ducks  |
|          | Janne Gronvall     | Tappara Tampere       |
| Útočníci | Raimo Helminen     | Ilves Tampere         |
|          | Antti Laaksonen    | Minnesota Wild        |
|          | Tomi Kallio        | Atlanta Thrashers     |
|          | Niko Kapanen       | TPS Turku             |
|          | Sami Kapanen       | Carolina Hurricanes   |
|          | Jukka Hentunen     | Jokerit               |
|          | Timo Parssinen     | HPK Hameenlinna       |
|          | Juha Lind          | Montreal Canadiens    |
|          | Toni Sihvonen      | HIFK Hockey           |
|          | Kimmo Rintanen     | TPS Turku             |
|          | Tony Virta         | TPS Turku             |
|          | Juha Ylonen        | Phoenix Coyotes       |
|          | Jarkko Ruutu       | Vancouver Canucks     |

### Soupiska švédského týmu
- Trenéři Hardy Nilsson, Tommy Tomth

| Brankáři | Andreas Hadelov     | Malmö Redhawks      |
|          | Mikael Tellqvist    | Djurgardens IF      |
|          | Tommy Salo          | Edmonton Oilers     |
| Obránci  | Mattias Öhlund      | Vancouver Canucks   |
|          | Kim Johnsson        | New York Rangers    |
|          | Christer Olsson     | Brynäs IF           |
|          | Leif Rohlin         | HC Ambrì-Piotta     |
|          | Bjorn Nord          | Nürnberg Ice Tigers |
|          | Daniel Tjarnqvist   | Djurgardens IF      |
|          | Peter Andersson     | HC Lugano           |
| Útočníci | Kristofer Ottosson  | Djurgardens IF      |
|          | Andreas Johansson   | SC Bern             |
|          | Per-Johan Axelsson  | Boston Bruins       |
|          | Daniel Sedin        | Vancouver Canucks   |
|          | Mats Sundin –       | Toronto Maple Leafs |
|          | Henrik Sedin        | Vancouver Canucks   |
|          | Mathias Johansson   | Färjestad BK        |
|          | Jimmie Olvestad     | Djurgardens IF      |
|          | Mikael Renberg      | Luleå HF            |
|          | Henrik Zetterberg   | Timrå IK            |
|          | Jörgen Jönsson      | Färjestad BK        |
|          | Kristian Huselius   | Frölunda HC         |
|          | Andreas Salomonsson | Djurgardens IF      |
|          | Daniel Alfredsson   | Ottawa Senators     |
|          | Fredrik Modin       | Tampa Bay Lightning |

### Soupiska amerického týmu
- Trenéři Lou Vairo, Curt Fraser

| Brankáři | Rick Dipietro     | New York Islanders       |
|          | Ryan Miller       | Michigan State Spartans  |
|          | Robert Esche      | Phoenix Coyotes          |
| Obránci  | Bret Hedican      | Florida Panthers         |
|          | Phil Housley –    | Calgary Flames           |
|          | Deron Quint       | Columbus Blue Jackets    |
|          | Eric Weinrich     | Boston Bruins            |
|          | Mark Eaton        | Nashville Predators      |
|          | Hal Gill          | Boston Bruins            |
|          | David Tanabe      | Carolina Hurricanes      |
| Útočníci | Jim Campbell      | Montreal Canadiens       |
|          | David Legwand     | Nashville Predators      |
|          | Brian Gionta      | Boston College           |
|          | Darby Hendrickson | Minnesota Wild           |
|          | Jeff Halpern      | Washington Capitals      |
|          | Doug Brown        | Detroit Red Wings        |
|          | Tim Connolly      | New York Islanders       |
|          | Mike Knuble       | Boston Bruins            |
|          | Derek Plante      | Philadelphia Flyers      |
|          | Marc Parrish      | New York Islanders       |
|          | Landon Wilson     | Phoenix Coyotes          |
|          | Ryan Kraft        | Kentuckey Thoroughblades |
|          | Craig Darby       | Montreal Canadiens       |

### Soupiska kanadského týmu
- Trenéři Wayne Fleming, Guy Carbonneau

| Brankáři | Roberto Luongo         | Florida Panthers     |
|          | Dan Cloutier           | Vancouver Canucks    |
|          | Fred Brathwaite        | Calgary Flames       |
|          | Jean-Sébastien Giguère | Anaheim Mighty Ducks |
| Obránci  | Eric Brewer            | Edmonton Oilers      |
|          | Wade Redden            | Ottawa Senators      |
|          | Kyle McLaren           | Boston Bruins        |
|          | Jason Smith            | Edmonton Oilers      |
|          | Derek Morris           | Calgary Flames       |
|          | Stephane Robidas       | Montreal Canadiens   |
| Útočníci | Vincent Lecavalier     | Tampa Bay Lightning  |
|          | Brad Stuart            | San Jose Sharks      |
|          | Brad Richards          | Tampa Bay Lightning  |
|          | Patrick Marleau        | San Jose Sharks      |
|          | Jeff Friesen           | Anaheim Mighty Ducks |
|          | Daniel Marois          | HC Ambrì-Piotta      |
|          | Brad Isbister          | New York Islanders   |
|          | Rem Murray             | Edmonton Oilers      |
|          | Joe Thornton           | Boston Bruins        |
|          | Kirk Muller            | Dallas Stars         |
|          | Scott Walker           | Nashville Predators  |
|          | Steve Sullivan         | Chicago Blackhawks   |
|          | Michael Peca           | New York Islanders   |
|          | Brenden Morrow         | Dallas Stars         |
|          | Kris Draper            | Detroit Red Wings    |
|          | Wes Walz               | Minnesota Wild       |
|          | Ryan Smyth –           | Edmonton Oilers      |

### Soupiska ruského týmu
- Trenéři Boris Michajlov, Valerij Bělousov

| Brankáři | Denis Chlopotnov    | CSKA Moskva            |
|          | Maxim Sokolov       | Severstal Čerepovec    |
|          | Michail Štalenkov   | HK Dynamo Moskva       |
| Obránci  | Vitalij Višněvskij  | Anaheim Mighty Ducks   |
|          | Sergej Žukov        | Lokomotiv Jaroslavl    |
|          | Andrej Jevstafjev   | Lokomotiv Jaroslavl    |
|          | Dmitrij Krasotkin   | Lokomotiv Jaroslavl    |
|          | Oleg Tverdovskij    | Anaheim Mighty Ducks   |
|          | Jevgenij Petročinin | Severstal Čerepovec    |
|          | Alexandr Ždan       | Ak Bars Kazaň          |
|          | Oleg Ořechovskij    | HK Dynamo Moskva       |
| Útočníci | Andrej Razin        | Metallurg Magnitogorsk |
|          | Pavel Dacjuk        | Ak Bars Kazaň          |
|          | Jurij Kuzněcov      | Metallurg Magnitogorsk |
|          | Anton But           | Lokomotiv Jaroslavl    |
|          | Alexej Jašin –      | Ottawa Senators        |
|          | Alexandr Charitonov | Tampa Bay Lightning    |
|          | Alexandr Golc       | Metallurg Magnitogorsk |
|          | Alexandr Prokopjev  | Avangard Omsk          |
|          | Denis Archipov      | Nashville Predators    |
|          | Ravil Gusmanov      | Metallurg Magnitogorsk |
|          | Alexandr Kuvaldin   | HK Dynamo Moskva       |
|          | Valerij Karpov      | HK Lada Toljatti       |
|          | Alexandr Koroljuk   | San Jose Sharks        |

### Soupiska slovenského týmu
- Trenéři Ján Filc, Ernest Bokroš

| Brankáři | Rastislav Staňa     | Moose Jaw Warriors   |
|          | Pavol Rybár         | HC Slovan Bratislava |
|          | Ján Lašák           | Milwaukee Admirals   |
| Obránci  | Branislav Mezei     | New York Islanders   |
|          | Zdeno Chára –       | New York Islanders   |
|          | Martin Štrbák       | HC Slovnaft Vsetín   |
|          | Ivan Droppa         | Düsseldorfer EG      |
|          | Richard Lintner     | Nashville Predators  |
|          | Richard Pavlikovský | HC Havířov           |
|          | Ľubomír Sekeráš     | Minnesota Wild       |
| Útočníci | Marián Gáborík      | Minnesota Wild       |
|          | Radovan Somík       | HC Continental Zlín  |
|          | Vladimír Országh    | Djurgardens IF       |
|          | Marián Hossa        | Ottawa Senators      |
|          | Richard Zedník      | Montreal Canadiens   |
|          | Zdeno Cíger         | HC Slovan Bratislava |
|          | Ján Pardavý         | HC Slovnaft Vsetín   |
|          | Ladislav Nagy       | Phoenix Coyotes      |
|          | Miroslav Hlinka     | Jokerit              |
|          | Róbert Petrovický   | MODO Hockey          |
|          | Peter Bartoš        | Minnesota Wild       |
|          | Andrej Nedorost     | HC Keramika Plzeň    |
|          | Peter Pucher        | HC Znojemští Orli    |